# Budy Uśniackie (gromada)
Budy Uśniackie – dawna gromada, czyli najmniejsza jednostka podziału terytorialnego Polskiej Rzeczypospolitej Ludowej w latach 1954–1972.
Gromady, z gromadzkimi radami narodowymi (GRN) jako organami władzy najniższego stopnia na wsi, funkcjonowały od reformy reorganizującej administrację wiejską przeprowadzonej jesienią 1954 do momentu ich zniesienia z dniem 1 stycznia 1973, tym samym wypierając organizację gminną w latach 1954–1972.
Gromadę Budy Uśniackie z siedzibą GRN w Budach Uśniackich utworzono – jako jedną z 8759 gromad na obszarze Polski – w powiecie garwolińskim w woj. warszawskim, na mocy uchwały nr VI/10/2/54 WRN w Warszawie z dnia 5 października 1954. W skład jednostki weszły obszary dotychczasowych gromad Budy Uśniackie, Uśniaki i Wola Władysławowska ze zniesionej gminy Wola Rębkowska oraz obszary dotychczasowych gromad Kościeliska, Natolin i Stara Huta ze zniesionej gminy Osieck w tymże powiecie. Dla gromady ustalono 16 członków gromadzkiej rady narodowej.
1 stycznia 1958 do gromady Budy Uśniackie przyłączono kolonię Lipiny z gromady Osieck w tymże powiecie (po czym gromada Osieck weszła w skład nowo utworzonego powiatu otwockiego w tymże województwie).
1 stycznia 1969 z gromady Budy Uśniackie wyłączono wsie Lipiny i Natolin, włączając je do gromady Osieck w powiecie otwockim w tymże województwie, po czym gromadę Budy Uśniackie zniesiono, włączając jej pozostały obszar (wsie Budy Uśniackie, Kościeliska Kolonia, Kościeliska Nowe, Kościeliska Stare, Stara Huta, Uśniaki, Władysławów i Wola Władysławowska) do gromady Wola Rębkowska w powiecie garwolińskim.